# Windmotor Eernewoude 1
De Windmotor Eernewoude 1 is een poldermolen nabij het Friese dorp Eernewoude, dat in de Nederlandse gemeente Tietjerksteradeel ligt. De molen, waarvan het bouwjaar onbekend is, is een middelgrote Amerikaanse windmotor met een windrad van 18 bladen en een diameter van 5 meter. Hij werd gemaakt door de firma Adema in Wirdum. De windmotor, die niet-maalvaardig is, staat even buiten Eernewoude aan de weg naar Garijp. Hij is niet te bezichtigen.